# Das Herz aller Dinge
Das Herz aller Dinge (The Heart of the Matter) ist ein Roman von Graham Greene, der 1948 veröffentlicht wurde. Er beschäftigt sich mit moralischen Fragen in enger Verbindung mit dem Katholizismus. Der Roman gehört zur Liste der „100 besten englischsprachigen Romane des 20. Jahrhunderts“ der Modern Library. Das Magazin Time zählt den Roman zu den besten 100 englischsprachigen Romanen, die zwischen 1923 und 2005 veröffentlicht wurden. 2015 wählten 82 internationale Literaturkritiker und -wissenschaftler den Roman zu einem der bedeutendsten britischen Romane.
Greene erzählt die Handlung vor einem Hintergrund, den er als britischer Geheimdienstoffizier in Freetown, Sierra Leone, kennenlernte. Der Ort wird nicht im Roman erwähnt, aber Greene nennt ihn in seinen Memoiren, Ways of Escape.

## Handlung
Die Handlung trägt sich in während des Zweiten Weltkriegs einer britischen Kolonie in Westafrika zu. Hauptfigur ist der Polizeikommissar Scobie, der ist mit der Katholikin Louise verheiratet, derentwegen er zur katholischen Kirche übertrat. Obwohl er ein eher oberflächlich praktizierender Katholik ist, ist er sehr gläubig.
Scobie finanziert Louise eine Reise nach Südafrika. Während der Abwesenheit von Louise lernt er eine junge Engländerin namens Helen kennen und beginnt eine leidenschaftliche Affäre mit ihr. Er ist sich aber bewusst, dass er damit eine schwere Sünde begeht. Als Louise zurückkehrt, versucht Scobie, diese Affäre vor ihr zu verbergen, kann aber nicht von Helen lassen, sodass sein Priester ihm empfiehlt, darüber nachzudenken und ihm die Absolution verweigert. Scobie geht nach wie vor mit seiner Frau zur Messe und empfängt die heilige Kommunion.
Verzweifelt beschließt er, jeden – auch Gott – von sich zu befreien und begeht Selbstmord, obwohl er sich bewusst ist, damit verdammt zu sein. Der Versuch die Affäre zu verheimlichen erweist sich aber am Ende als nutzlos, denn Louise war nicht so naiv, wie er glaubte. Der Selbstmord wird von einem Verehrer Louises aufgedeckt und Louise gerät in Zweifel über Gottes Gnade und Vergebung.

## Bibliografie
- Graham Greene: The Heart of the Matter. Roman. William Heinemann, London 1948.
  - Deutsche Ausgabe: Das Herz aller Dinge. Deutsch von Erich Puchwein. Zsolnay, Hamburg 1949.
  - Neuübersetzung: Das Herz aller Dinge. Deutsch von Edith Walter[2]. Zsolnay, Wien 1995. Zuletzt bei dtv, München 2009, ISBN 978-3-423-19128-9; Neuauflage 2016.

## Verfilmungen
- Das Herz aller Dinge (The Heart of the Matter), GB 1953, Regie: George More OFerrall, mit Trevor Howard, Elizabeth Allan, Maria Schell, Peter Finch und Denholm Elliot.

- Das Herz aller Dinge (The Heart of the Matter), TV-Vierteiler, ZA/D/F/I 1983, Regie: Marco Leto, mit Jack Hedley, Erica Rogers, Christiane Jean, Wolfgang Kieling und Manfred Seipold.